# 石船神社
石船神社（いしふねじんじゃ・いしぶねじんじゃ）は、山梨県都留市朝日馬場にある神社。表筒男命、中筒男命、底筒男命を祭神とする。「ムササビの棲む神社」として知られている。

## 概要
1337年（延元2年）に高根山の頂上に石船明神として社を建立。眺めはよいが、参拝や祭典に危険であるとして1594年（文禄3年）に現在地に移して、社殿を建立した。
研究家の原田実は、石船神社と護良親王の関係は「宮下文書」によって作られた嘘であると指摘した。

## 社殿
境内は200坪あり、本殿（流造り銅葺、屋根両側に菊の御紋章がある）、拝殿（入母屋トタン葺、拝殿より廊下を経て本殿に至る）、舞殿（入母屋トタン葺）、神庫（一棟コンクリート、ブロック造）、神灯（本殿前一対、拝殿前一対）、鳥居（石造一基）。